# Вишнёвое (Оржицкий район)
Вишнёвое (укр. Вишневе, до 2016 г. — Куйбышево) — село,
Куйбышевский сельский совет,
Оржицкий район,
Полтавская область,
Украина.
Код КОАТУУ — 5323682601. Население по переписи 2001 года составляло 1346 человек.
Является административным центром Куйбышевского сельского совета, в который, кроме того, входят сёла
Новое,
Тимки,
Хоружевка,
Ивановка и
Несено-Иржавец.

## Географическое положение
Село Вишнёвое находится между реками Гнилая Оржица и Слепород,
в 1,5 км от села Хоружевка.

## История
Село указано на трехверстовке Полтавской области. Военно-топографическая карта.1869 года как хутор Сабадашев (Соломкин, Булышкин)
- 2008 — посёлок Куйбышево получил статус село.
- 2016 — село переименовано в Вишнёвое.

## Экономика
- Молочно-товарная ферма.
- ООО «Агрофирма „Куйбышево“».

## Объекты социальной сферы
- Школа.
- Детский сад.
- Дом культуры.

## Известные жители и уроженцы
- Марченко, Иван Ильич (1913—1975) — Герой Социалистического Труда.